# 너지칼로구

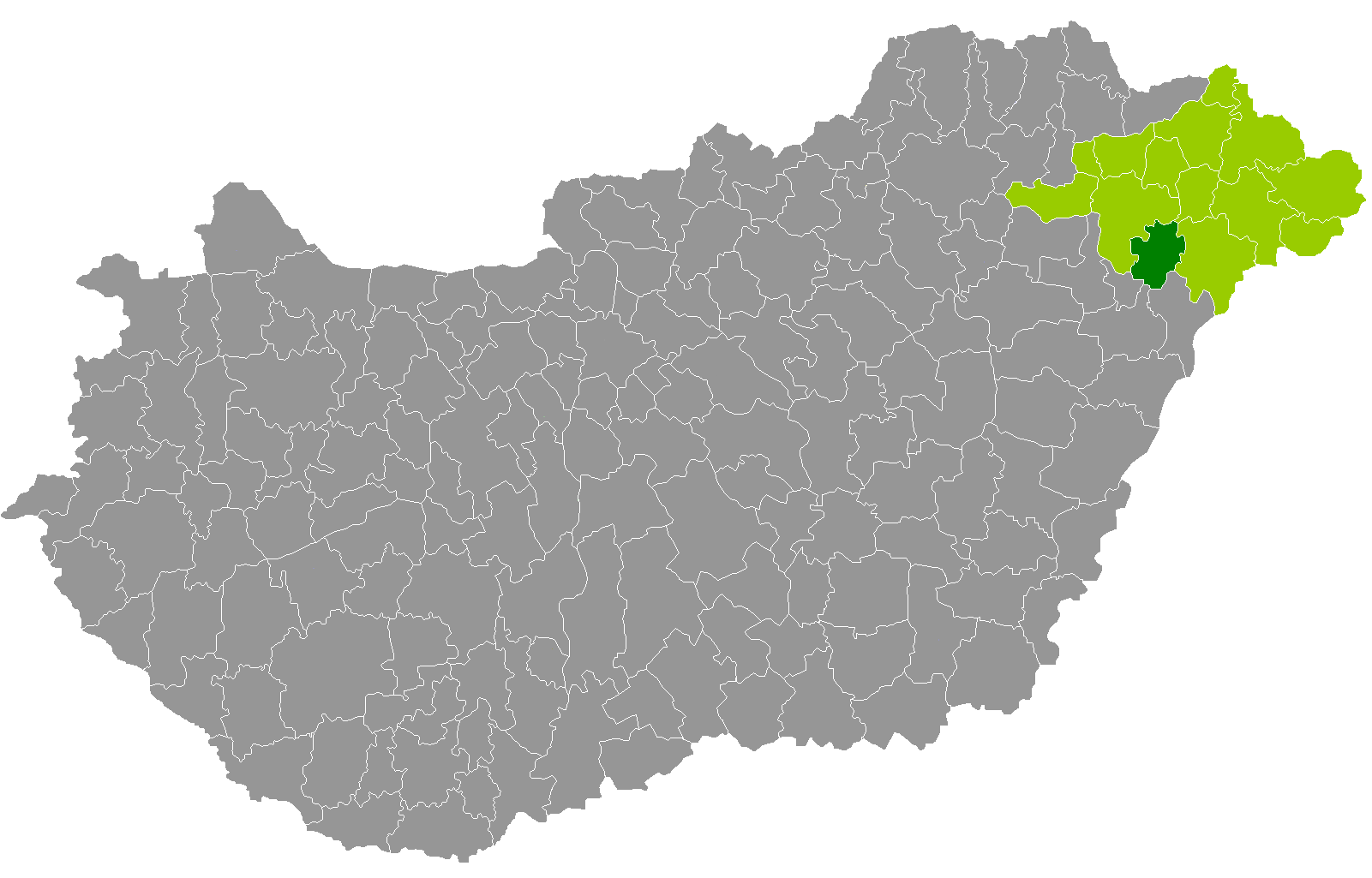
서볼치서트마르베레그주 지도에 표시된 너지칼로구의 위치

너지칼로구(헝가리어: Nagykállói járás)는 헝가리 서볼치서트마르베레그주에 위치한 구로 구청 소재지는 너지칼로이며 면적은 377.36km2, 인구는 30,403명(2011년 기준), 인구 밀도는 81명/km2이다.
북동쪽으로는 벅털로란트하저구, 동쪽으로는 니르바토르구, 허이두비허르주 니러도니구, 남쪽으로는 허이두비허르주 데브레첸구, 허이두허드하즈구, 서쪽과 북쪽으로는 니레지하저구와 접한다. 8개 지방 자치체(2개 시, 6개 마을)를 관할한다.

구 문장